# Калинівка (Безенчуцький район)
Калинівка (рос. Калиновка) — село в Безенчуцькому районі Самарської області Російської Федерації.
Населення становить 3 особи. Входить до складу муніципального утворення сільське поселення Наталине.

## Історія
Населений пункт розташований у межах українського етнічного та культурного краю Жовтий Клин.
Від 2005 року входило до складу муніципального утворення сільське поселення Наталине.

## Населення
| 2010 | 2012 | 2013 | 2014 | 2015 | 2016 |
| ---- | ---- | ---- | ---- | ---- | ---- |
| 6    | →6   | ↘5   | →5   | ↘3   | →3   |